# Lamprosema zethealis
Lamprosema zethealis là một loài bướm đêm trong họ Crambidae.